# روني بولبي
روني بولبي (بالإنجليزية: Ronald Bowlby)‏ (و. 1926  م) هو قسيس بريطاني.

## مناصب
تولى منصب Bishop of Newcastle (England) ‏
- أسقف ساوثوارك  [لغات أخرى]‏

.

## التعليم
تعلم في كلية إيتون، وتعلم في كلية الثالوث الأقدس
.